# Капеллина

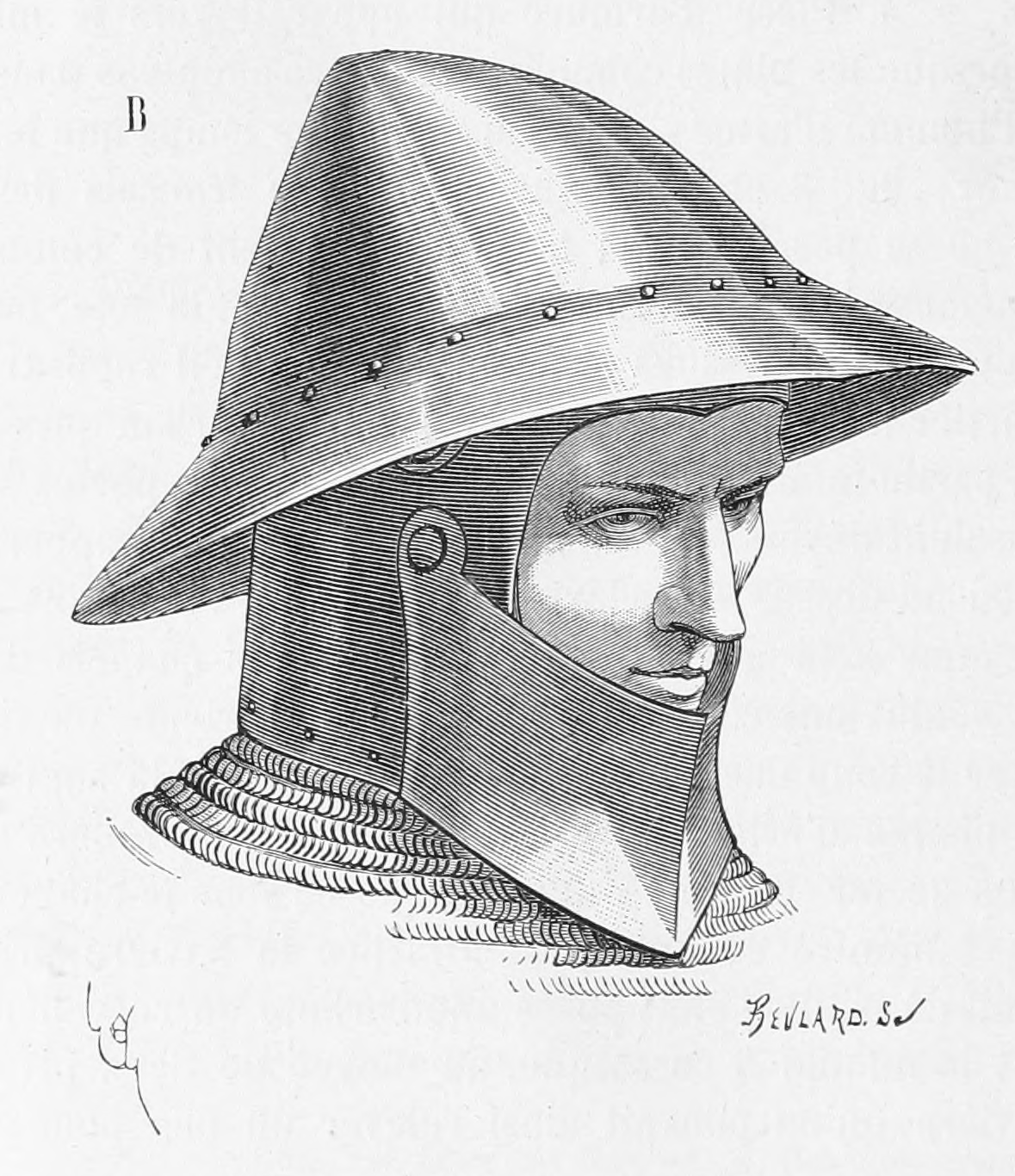
Шлем-капеллина (шапель). Илл. из 5-го тома «Толкового словаря французской утвари» Виолле-ле-Дюка (1874)

Капелли́на или шапе́ль — общее название наиболее простого вида шлемов в виде металлических колпаков с полями. В шапелях не было предусмотрено бармиц, полумасок или забрал, однако форма их очень значительно варьировалась. Подобные варианты были одними из самых дешёвых и применялись пехотой. К данному типу также можно отнести и шлемы конца эпохи тяжёлых доспехов (XVI—XVII века), как, например, каски конкистадоров — морионы, происходившие от более простых в конструкции шлемов типа кабассет.

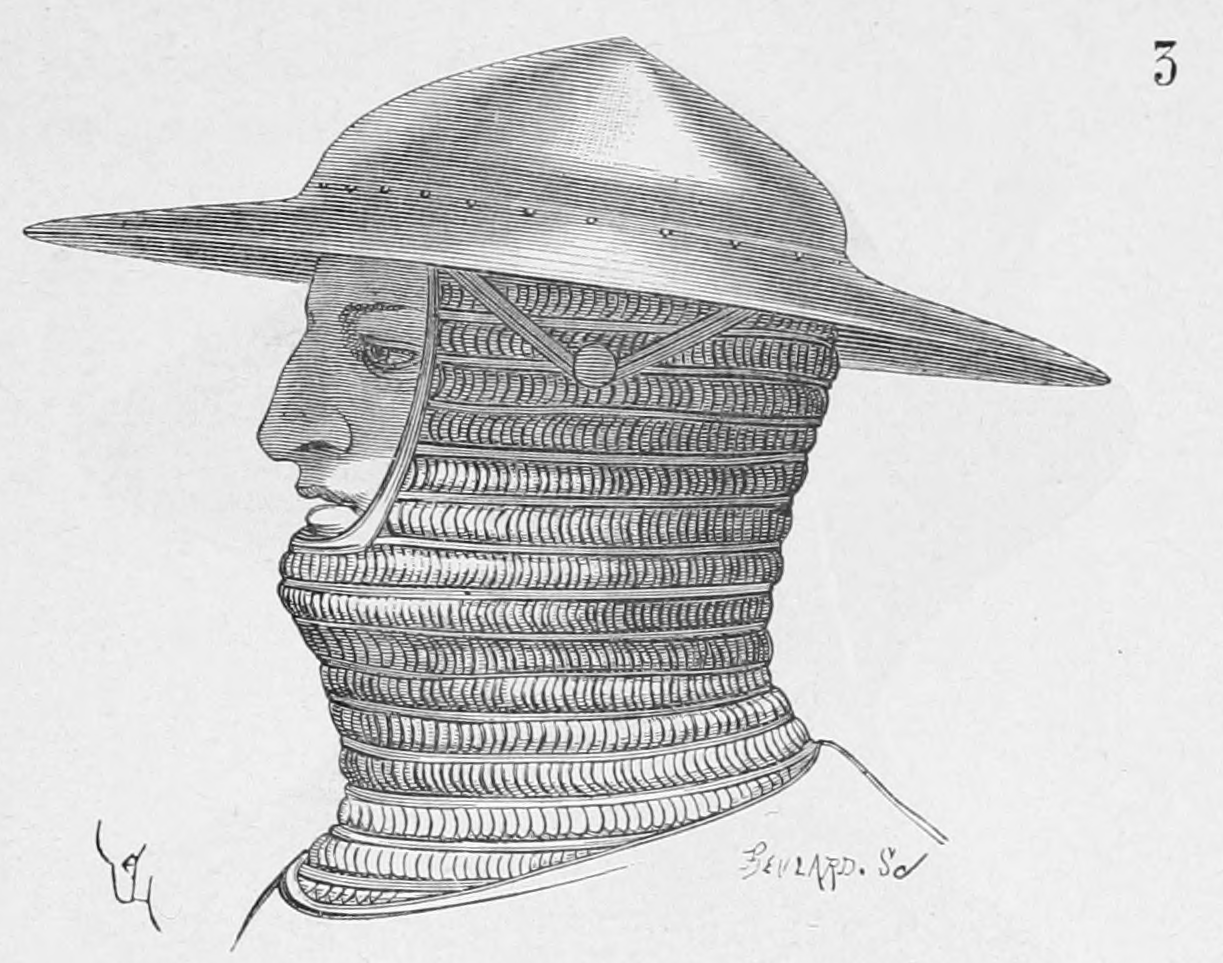
Шапель с уплощённым верхом. Илл. из 5-го тома «Толкового словаря французской утвари» Виолле-ле-Дюка

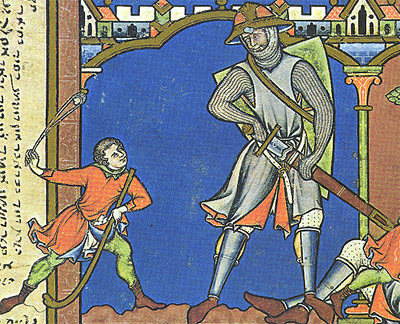
Голиаф в образе воина в шапели. Миниатюра из «Библии Мациевского». Около 1250 г.

## История появления

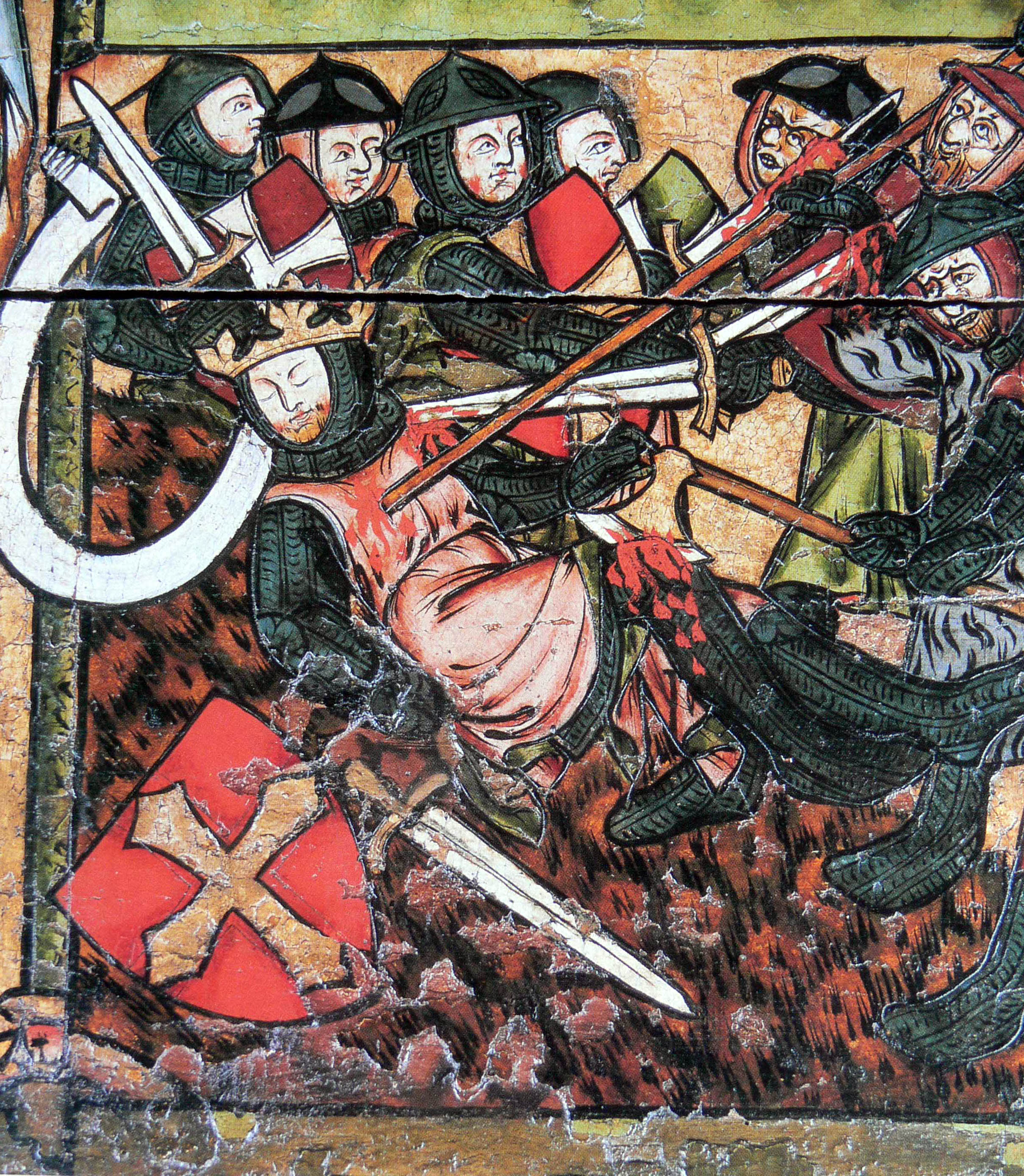
Гибель короля Норвегии Олава Святого в битве при Стикластадире (1030). Роспись алтаря церкви в Трёнделаге (первая пол. XIV в.)

В начале XIII столетия на вооружении пехотинцев и конников появились шлемы, которые, благодаря своей весьма удачной конструкции и невысокой цене, завоевали широкую популярность среди воинов. Эти шлемы своим внешним видом напоминали шляпу, поэтому солдаты их так и называли: в немецких княжествах — «айзенхут» (нем. Eisenhut), что в переводе с немецкого и означает «железная шляпа»; во Франции их называли «шапель» (chapel de fer), в Италии — «капеллино» (сappello di ferro).

## Описание

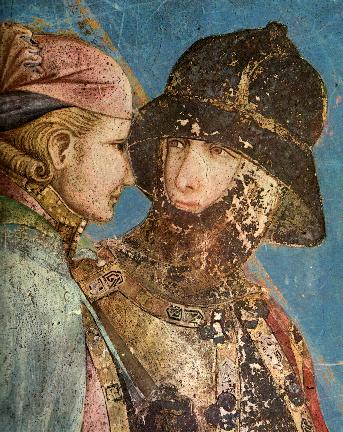
Пьетро Лоренцетти. Фрагмент росписи базилики Св. Франциска в Ассизи (1329)

Подобные шлемы представляли собой цилиндрические, цилиндро-конические или полусферические наголовья с приклепанными к ним довольно широкими и слегка опущенными книзу полями, которые могли защитить не только саму голову, но отчасти также лицо и плечи. Эти шлемы удобны были прежде всего тем, что, оставляя хороший обзор,  хорошо защищали пешего воина от навесной стрельбы из луков, арбалетов и пращей. Кроме того, они были неплохо приспособлены для защиты головы и тела при штурме укреплений от падающих камней, поленьев, песка или льющейся смолы. В XIII—XV веках капеллины иногда носили даже рыцари. Сохранившиеся изображения позволяют судить о существовании капеллин, тульи которых выковывались не сплошными, а имели сбоку широкие отверстия, такие шлемы, как правило, надевали поверх кольчужных капюшонов.

## Применение
Такой шлем носили поверх кольчужного или плотного матерчатого либо кожаного капюшона и фиксировали на голове с помощью подбородного ремня с пряжкой или завязок.
Применялся он вплоть до начала XVI столетия. Более поздние капеллины стали изготавливаться уже не клепаными, а из цельного куска металла. Нередко шлем делали так, что с его помощью можно было закрыть и верхнюю часть лица, для чего поля делались несколько более опущенными и широкими, а спереди в них проделывались смотровые щели или специальные вырезы, которые образовывали как бы отверстия для глаз и наносник. Так что, если в ту или иную минуту боя воину требовалось прикрыть лицо от ударов, он просто надвигал на него шлем и смотрел сквозь прорези.
Иногда капеллину дополняли металлическим нашейником, который закрывал и нижнюю часть лица. Особенно это было характерно для конных воинов.

## Капалин

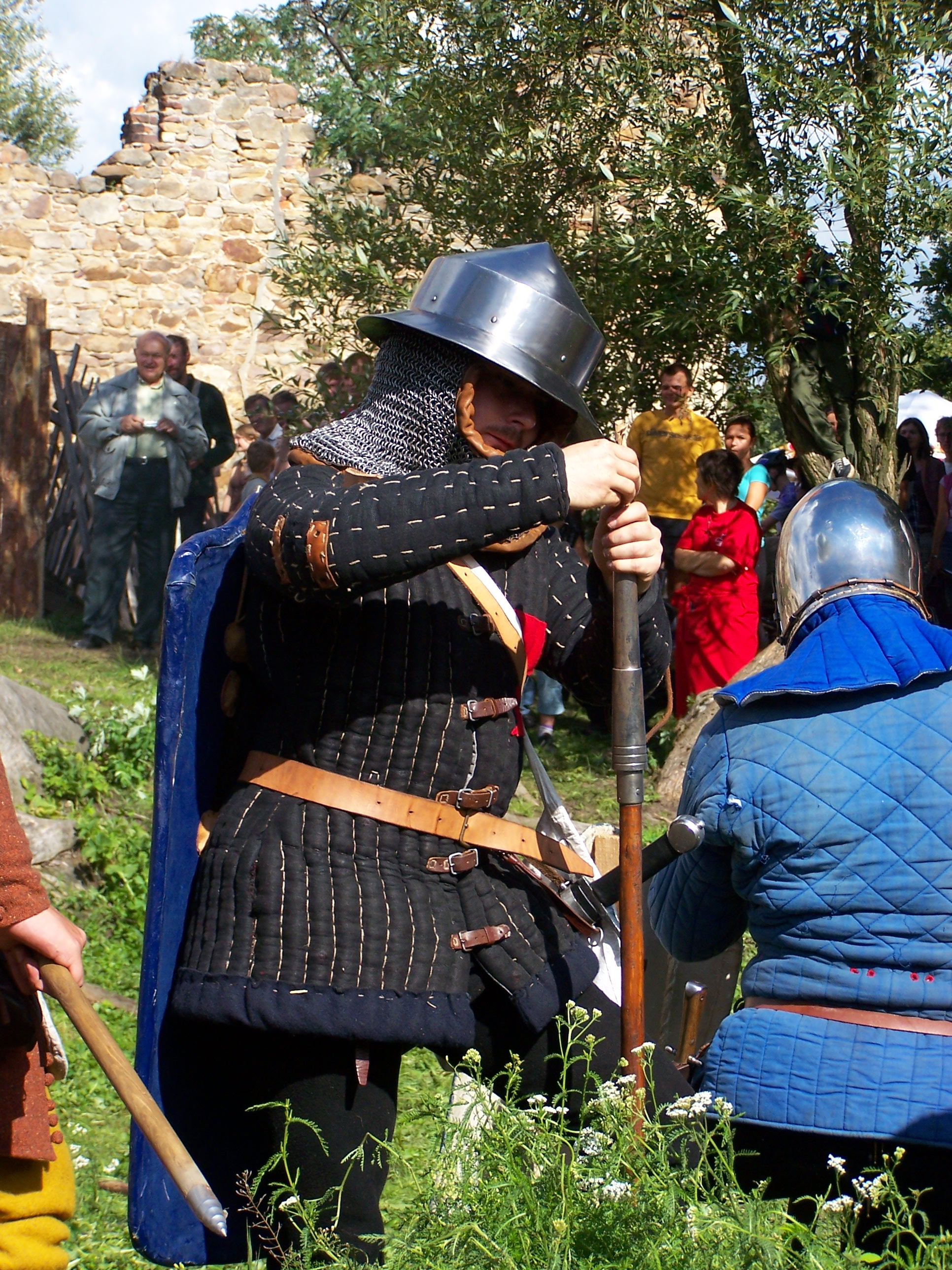
Современный польский военный реконструктор в «стёганке» и в шапели поверх кольчужного капюшона

В Польше существовали шлемы, представлявшие собой смесь капеллины и ерихонки. Это был шлем с полусферической тульёй, полями, наносником, назатыльником и наушами. Вероятно, он был модификацией капеллины, поэтому сохранил название (пол. Kapalin). Позднее от этого типа перешли к ерихонкам с полусферической тульёй — поля заменили на козырёк, однако старое название укоренилось и перешло в другие языки. Наряду с ним применялось название «шишак».